# Tempio dell'Annunziata
Il tempio dell'Annunziata, opera di Rocco da Vicenza, fu costruito a Camerino fra il 1493 ed il 1508 per volere di Giulio Cesare Varano al posto di una chiesetta più antica, Santa Maria dei Vignali, nei pressi della quale, secondo la leggenda, si sarebbe rifugiata un'icona della Madonna fuggita dalla casa di un pronunciatore di bestemmie.
Quest'icona, trafugata negli anni sessanta dal tesoro di san Venanzio, fu denominata per la sua storia Madonna della Bestemmia, e tra l'altro avrebbe rivelato che Camerino e la signoria che la governava presto sarebbero andate incontro a diverse sciagure che il Varano pensava di evitare con la costruzione del tempio.

## Storia e descrizione
La chiesa, da tempo sconsacrata, all'interno è divisa in tre navate da due file di colonne d'arenaria composte da un unico blocco; vi si possono ammirare lo stemma dei Varano, realizzato a intarsio sul pavimento con pietre nere e bianche, e i resti della decorazione pittorica parietale, andata in gran parte perduta a causa di usi impropri (deposito di scotano e sezione dell'Archivio di Stato) che si fecero di questa chiesa nel novecento.
Recentemente è divenuta sede di mostre e conferenze.
In chiesa rimane un affresco di Marchisiano di Giorgio raffigurante il Battesimo di Cristo e dipinto nel 1508, quasi una copia da quello peruginesco di medesimo soggetto nell'Oratorio della Nunziatella di Foligno.